# Giuseppe Pettazzi
Giuseppe Pettazzi (* 3. Mai 1907 in Mailand; † 8. Oktober 2001 in Rapallo) war ein italienischer Bauingenieur. Sein berühmtestes Bauwerk ist die 1938 im Art-Deco-Stil errichtete Tankstelle Fiat Tagliero in Asmara, die seit 2017 UNESCO-Welterbe ist.

## Biographie
Giuseppe Pettazzi, dessen Familie aus dem Piemont stammt, wurde 1907 in Mailand geboren.
1925 schloss er seine humanistische Schulausbildung mit dem Abitur ab und schrieb sich auf der Fakultät für Ingenieurwissenschaften in Turin ein.
1928 unterbrach er sein Studium, um seinen Militärdienst bei den Alpini in Bra abzuleisten. Er besuchte einen Kurs für Unteroffiziere und wurde als Leutnant der Reserve entlassen. 1931 beendete er das wiederaufgenommene Studium mit dem Grad eines Bauingenieurs.
In den folgenden Jahren arbeitete er für verschiedene Baufirmen im Piemont und in der Lombardei. Ende 1936 ging er nach Italienisch-Ostafrika, und zwar nach Eritrea, um dort im Rahmen der vom faschistischen Regime angetriebenen Kolonialpolitik Karriere zu machen.
In Asmara gelang es ihm eine eigene Baufirma aufzubauen, mit der er zur urbanistischen Entwicklung der Stadt im Stile des Art Deco beitrug. Darunter das von ihm entworfene und am 28. Oktober 1938 unter Besein des Duca d’Aosta eröffnete Bauwerk, Fiat Tagliero. Unter den weiteren von ihm errichteten Bauten in Eritrea zählen unter anderem die ebenfalls für Fiat erbauten gleichnamigen Werkstätten und Ersatzteillager sowie die Verkaufsflächen des Kaufhauses UPIM-Rinascente. Er trug aber auch zum Ausbau des Straßennetzes in der italienischen Kolonie bei.

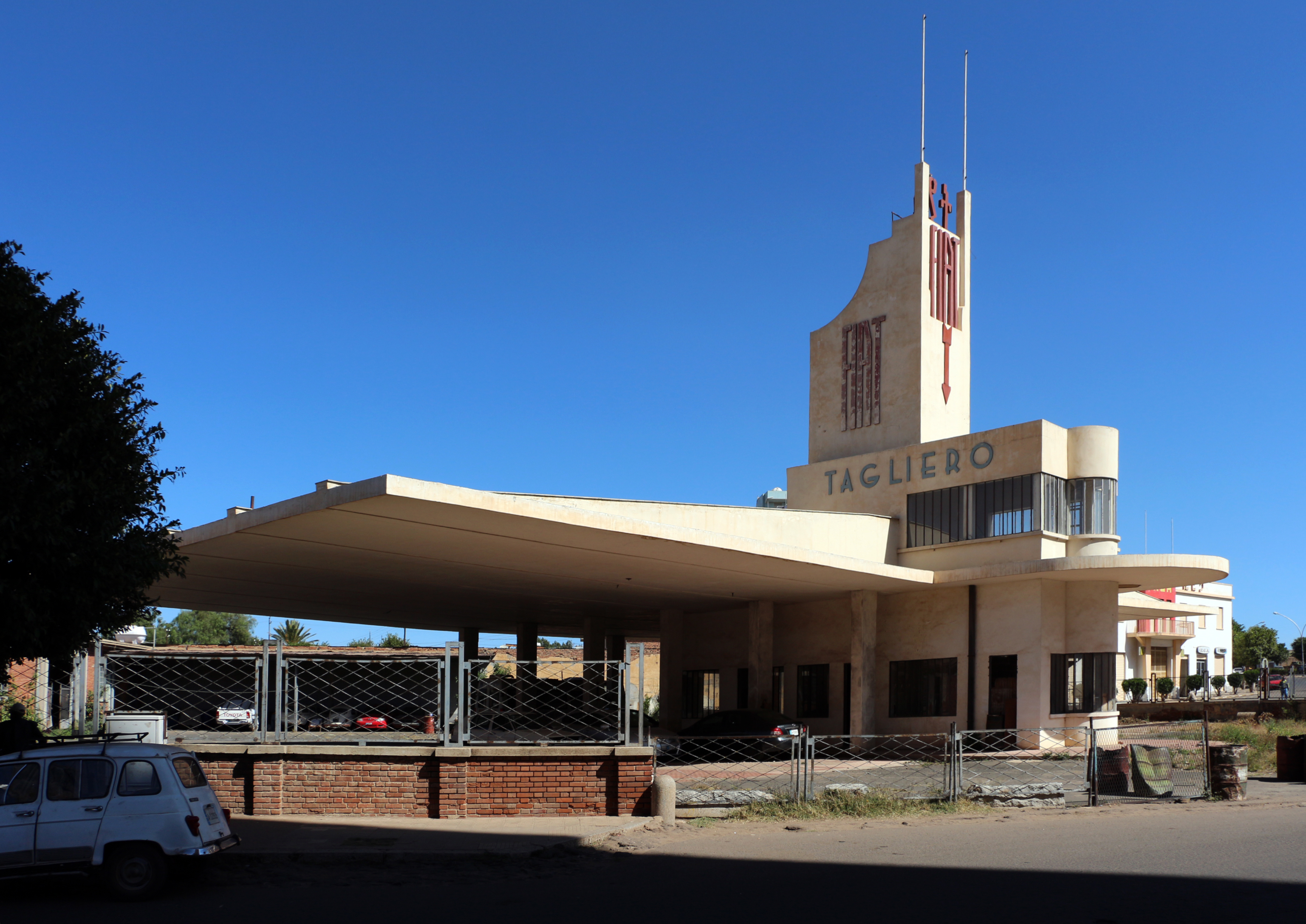
Fiat Tagliero, Asmara

Mitte August 1939 besuchte er seine Eltern in Rocchetta Tanaro und erlebte dort den Ausbruch des Zweiten Weltkrieges. Nichtsdestotrotz kehrte er noch im September des gleichen Jahres nach Asmara zurück.
Als Italien im Mai 1940 in den Krieg eintrat, rief man ihn zur Infanterie ein. In der Folgezeit wurde er dem Alpini Bataillon Uork Amba zugewiesen und nahm mit diesem im März 1941 an der Schlacht von Keren teil. Während der Kämpfe wurde er an einer Hand verletzt, die ihn aufgrund einer Infektion zu einem Lazarettaufenthalt in Asmara zwang. Dort geriet er am 1. April 1941 in englische Kriegsgefangenschaft.
Die ersten Monate als Kriegsgefangener verbrachte er in der Nähe von Khartum. Danach wurde er in ein Lager nach Bhopal in Indien gebracht. Nach dem 8. September 1943 verweigerte er der Regierung Badoglio seine Unterstützung. Aufgrund dessen kam er erst im Dezember 1946 aus der englischen Kriegsgefangenschaft frei.
In der Nachkriegszeit heiratete er und nahm seine Tätigkeit als Bauingenieur wieder auf, fand sich aber in schon nach einigen Jahren in seinem alten Beruf nicht mehr zurecht, so dass er in den Lehrerberuf wechselte.
Giuseppe Pettazzi verstarb am 8. Oktober 2001 weitgehend unbekannt für seine Tätigkeit als Bauingenieur in Rapallo. Erst mit der Ernennung Asmaras zum UNESCO-Welterbe, wurde die Öffentlichkeit wieder auf ihn aufmerksam gemacht.